# Kozielice (Golczewo)
Kozielice (deutsch Köselitz) ist ein Dorf in der Woiwodschaft Westpommern in Polen. Es gehört zur Gmina Golczewo (Gemeinde Gülzow) im Powiat Kamieński (Camminer Kreis).

## Geographische Lage
Kozielice liegt an einer Nebenstraße, die die Woiwodschaftsstraße 108 Płoty (Plathe) – Parlówko (Parlowkrug) bei Wysoka Kamieńska (Wietstock) mit der Woiwodschaftsstraße 106 Rzewnowo (Revenow) – Nowogard (Naugard) – Stargard (Stargard in Pommern) – Pyrzyce (Pyritz) bei Niemica (Nemitz) verbindet.
Eine direkte Bahnanbindung besteht nicht. Die nächsten Bahnstationen sind:
- Wysoka Kamieńska (Wietstock) an der Staatsbahn-Strecke 401 von Stettin nach Świnoujście (Swinemünde), und
- Stawno (Stäwen) an der PKP-Linie 407 von Wysoka Kamieńska nach Kamień Pomorski (Cammin).

## Geschichte
Im Jahre 1281 schenkte Herzog Bogislaw IV. von Pommern das Dorf Köselitz je zur Hälfte dem Bischof Hermann von Gleichen von Cammin sowie der Camminer Kirche. 1369 war Johann Ponate Schultheiß in Köselitz. Der Freischulzenhof blieb bis 1428 in der Familie, danach überließ ihn Dubislaw Ponat dem Domkapitel von Cammin.
Der zweigeschossige Fachwerkbau des Gutshauses von Köselitz wurde Anfang des 19. Jahrhunderts erbaut.
Bis 1945 war Köselitz eine Landgemeinde im Landkreis Cammin i. Pom. der preußischen Provinz Pommern. Zur Gemeinde gehörte auch der Wohnplatz Augustenhof.
Nach 1945 wurde Kozielice ein Teil der Stadt- und Landgemeinde Golczewo im Powiat Kamieński der polnischen Woiwodschaft Westpommern (bis 1998 Woiwodschaft Stettin). Zwischen 1945 und 1951 war Kozielice selber Amtssitz einer nach ihm benannten Landgemeinde, die nicht verwechselt werden darf mit der heutigen Gmina Kozielice im Powiat Pyrzycki (Kreis Pyritz).

## Kirche

### Pfarrkirche
Die Köselitzer Feldsteinkirche hat einen schönen durch sechs Blendnischen gegliederten Westgiebel aus dem 15. Jahrhundert. Der Holzturm steht auf einem Sockel von Feld- und Backsteinen und gehört zu den alten Holztürmen auf massivem Unterbau.
Im Kircheninnern ist die Kanzel eine Kostbarkeit: die einzige gotische Kanzel in Pommern aus vorreformatorischer Zeit. 1694 kam sie aus dem Camminer Dom, der Korb wurde mit neuen Tafeln verschalt. Er ist sechseckig und hat im unteren Teil Maßwerk aus Vierpässen und darüber an jeder Seite über Spitzbogenblenden je eine große Rosette mit verschiedenen Mustern, darunter auch die spätgotische Fischblase.
Die Kirche war bis 1945 evangelisches Gotteshaus und wurde zugunsten der katholischen Kirche enteignet. Sie trägt heute den Namen Kościół św. Chrystusa Króla (Christkönigskirche).

### Kirchengemeinde
In Köselitz lebten vor 1945 überwiegend evangelische Kirchenglieder. Die Kirchengemeinde gehörte zum Kirchenkreis Cammin im Ostsprengel der Kirchenprovinz Pommern der Kirche der Altpreußischen Union.
Im Jahre 1940 zählte das Kirchspiel Köselitz insgesamt 1800 Gemeindeglieder, die in Köselitz sowie in Batzlaff (heute polnisch: Baczysław), Dargsow (Dargoszewo), Kretlow (Kretlewo), Stäwen (Stawno), Wietstock (Wysoka Kamieńska) und Wildenhagen (Gadom) wohnten.
In alten Kirchenakten ist vermerkt, dass sich im Köselitzer Pfarrgarten auf einer Anhöhe „eine merkwürdige mineralische Quelle“ befände, deren Wasser im Winter, auch bei größter Kälte, immer warm sei und „deutlich sichtbaren Dampf“ erzeuge.
Seit 1945 leben überwiegend katholische Einwohner in Kozielice. Weiterhin ist der Ort Pfarrsitz, gehört nun allerdings zum Dekanat Golczewo (Gülzow) im Erzbistum Stettin-Cammin der Katholischen Kirche in Polen.
Evangelische Kirchenglieder in Kozielice sind in die Stettiner Kirchengemeinde eingepfarrt. Sie gehört zur Diözese Breslau der Evangelisch-Augsburgischen Kirche in Polen. Kirchort ist heute Trzebiatów (Treptow a.d. Rega).

### Pfarrer bis 1945
1. Joachim Ludewig, seit 1571
2. Peter Calenius (Kahle), seit 1590
3. Jonas Regius, bis 1647
4. Gottfried Beccerus, seit 1647
5. Johann Raduschius, 1662–1671
6. Martin Schluncke, 1672–1676
7. Jakob Prätorius, 1677–1692
8. Johann Balder, 1693–1711
9. Johann Gottlieb Jüterbock, 1712–1748 († 1758)[2]
10. Jakob Burchard Jüterbock (Sohn von 9.), 1744–1748 (floh im April 1748 gemeinsam mit seiner Dienstmagd aus dem preußischen Pfarrdienst und ertrank Weihnachten 1748 in einem Graben bei Greifswald)[2]
11. Johann Jakob Meyer, 1748–1758
12. Johann Gottlieb Pfänder, 1758–1766
13. Christian Adam Thebesius, 1766–1787
14. Johann Georg Gothe, 1787–1797
15. Johann Karl Christian Isecke, 1799–1817
16. Karl Wilhelm Eckert, 1818–1853
17. Ernst Gottlieb Ludewig, 1854–1893
18. Albert Liermann, 1893–1935
19. Kurt Junghan, 1936–1945